# Rotterdam Pride

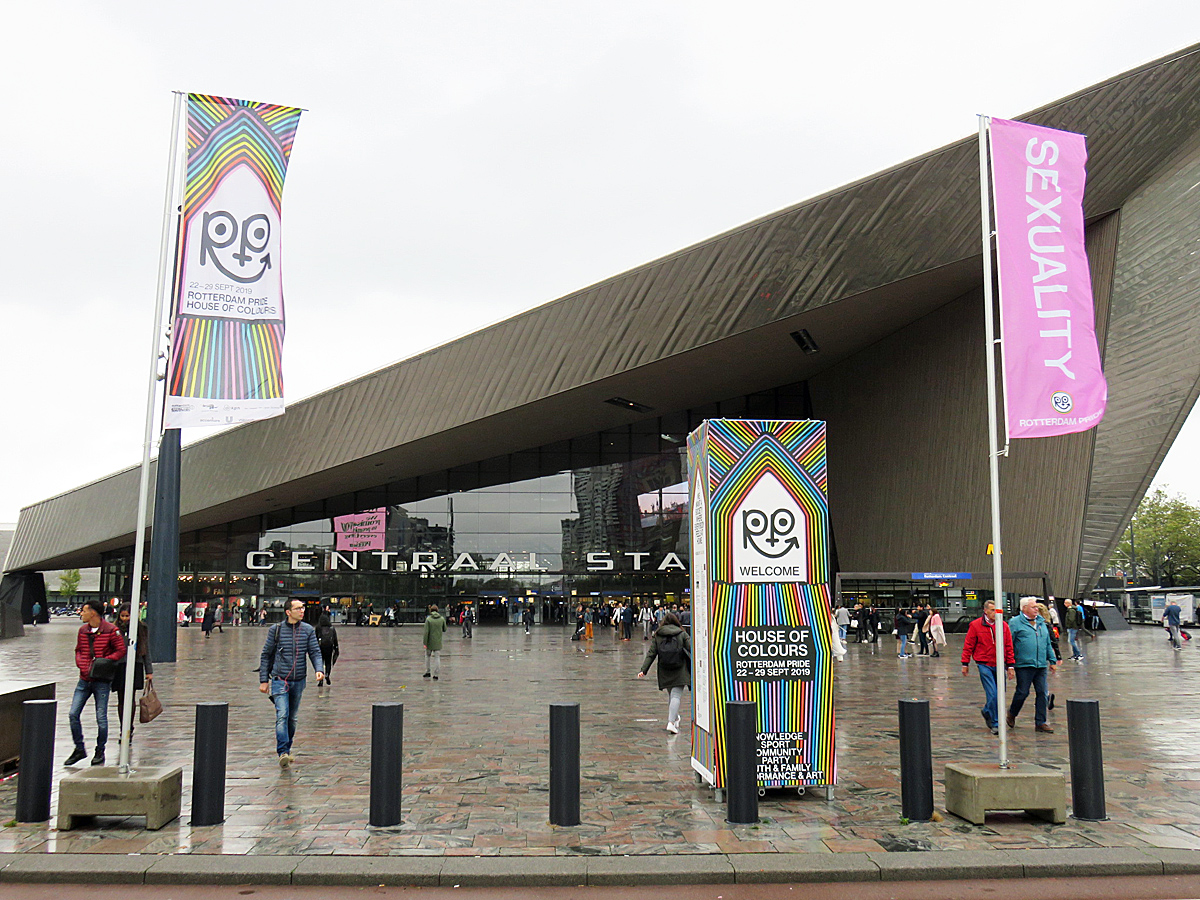
Banners van de Rotterdam Pride voor het centraal station (2019)

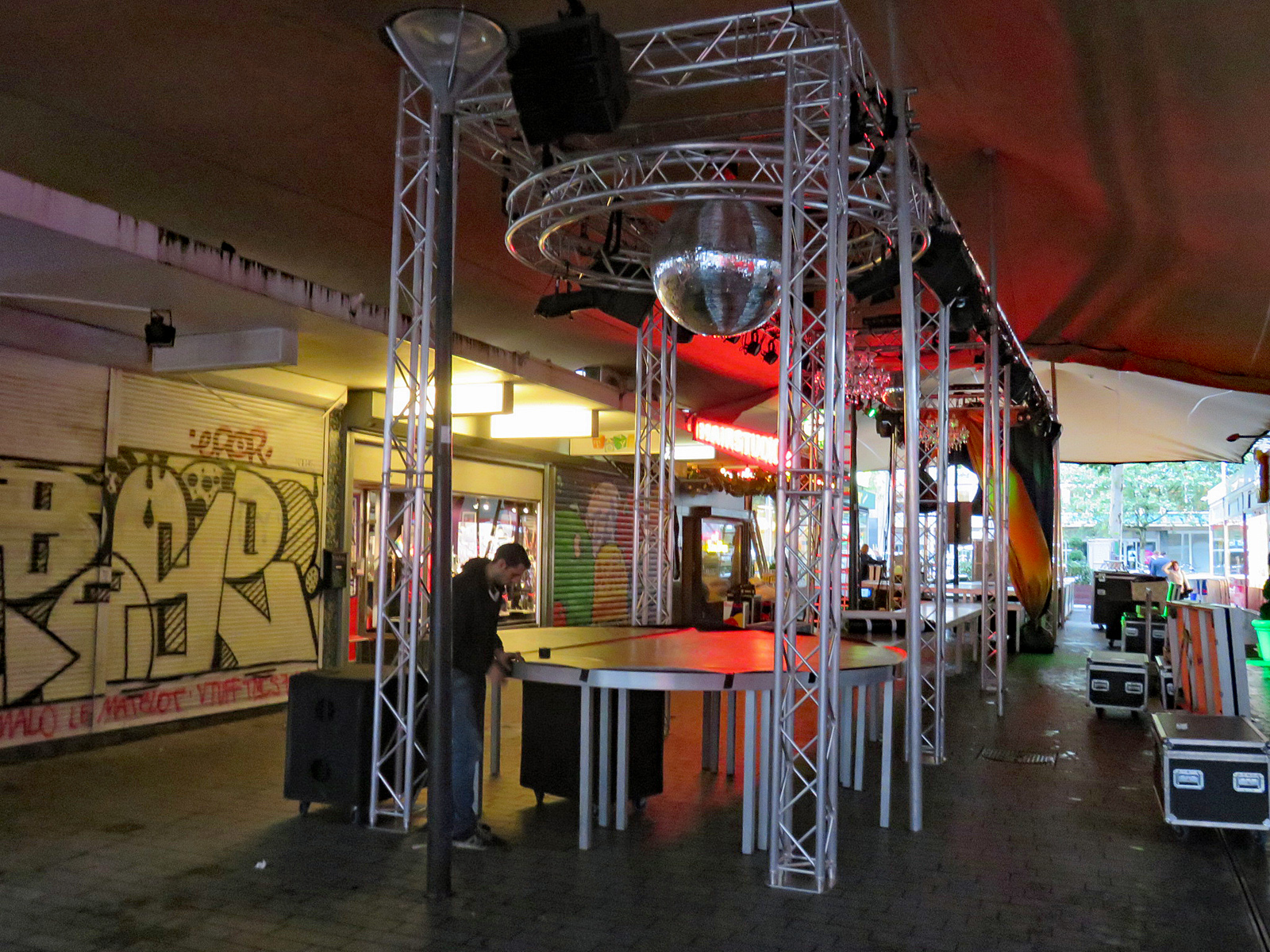
Opbouw van de tent en de bar voor de Keerweer Parade in het gelijknamige straatje (2019)

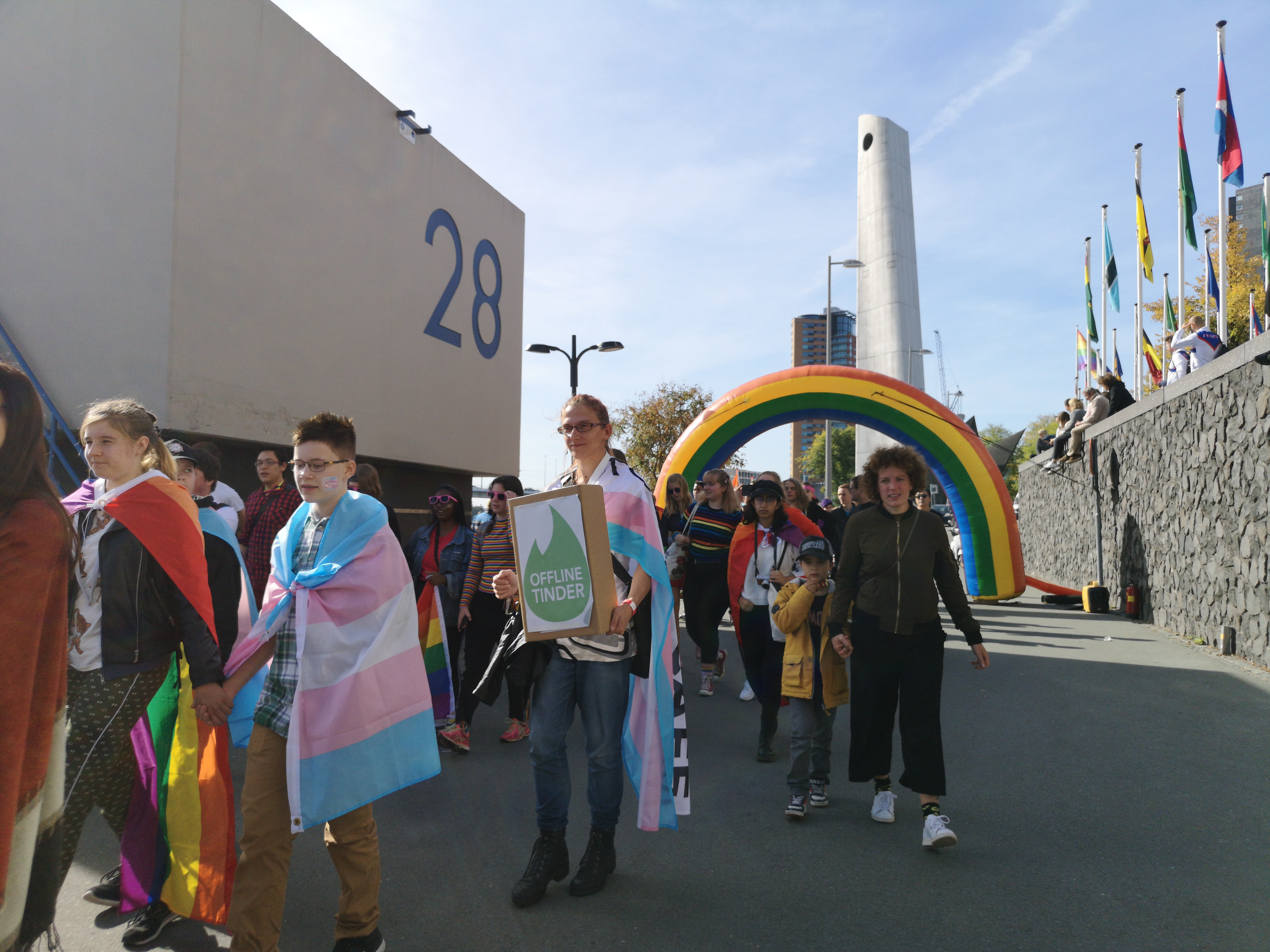
Deelnemers aan de Pride Parade van de Rotterdam Pride in 2018

De Rotterdam Pride is een jaarlijks lhbt-evenement dat sinds 2014 in de laatste week van september in de Nederlandse stad Rotterdam gehouden wordt. 
De Rotterdam Pride bouwt voort op een sinds 2006 georganiseerd straatfeest onder de naam Keerweer Parade en is inmiddels uitgegroeid tot een evenement vergelijkbaar met de Gay Pride Parades in vele andere steden.
In 2022 werd de Roze Zaterdag in Rotterdam gehouden en werd de Rotterdam Pride voor die gelegenheid van 17 t/m 26 juni gehouden.

## Activiteiten
In 2019 duurde de Rotterdam Pride acht dagen, waarin zo'n 130 activiteiten plaatsvonden op het gebied van kunst, cultuur, muziek en sport. Hoogtepunt is op zaterdag wanneer de Pride Parade of Pride Walk plaatsvindt, een kleurrijke optocht van lhbt-organisaties en -groepen waar zich ook individuele deelnemers bij kunnen aansluiten. Deze tocht loopt van de Leuvehaven via de homobars in de Van Oldenbarneveltstraat naar het Schouwburgplein. Volgens de organisator liepen er in 2019 zo'n 1700 mensen mee. De plaatselijke homohoreca organiseert in het weekend straatfeesten en feestavonden.
De Erasmusbrug is tijdens het weekend van de Rotterdam Pride in regenboogkleuren verlicht.

## Ontwikkeling
De Rotterdam Pride is ontstaan rondom de al langer bestaande Keerweer Parade. Anders dan de naam doet vermoeden is dat geen optocht, maar een driedaags straatfeest dat sinds 2006 door homocafé Keerweer in het gelijknamige zijstraatje van de Westblaak georganiseerd wordt. De muzikale optredens werden en worden verzorgd door artiesten die onder homo's populair zijn, zoals onder meer Willeke Alberti, Gerard Joling en Imca Marina.
In 2013 riep de toenmalige Rotterdamse participatiewethouder Corry Louwes op tot het organiseren van een roze evenement in de stad. Edwin van Toolen, eigenaar van de homo-uitgaansgelegenheden De Regenboog en De Unie, wilde daar echter niet aan meedoen omdat het volgens hem te veel feest en te weinig bijdrage leverde aan de homo-acceptatie. Hij had liever een meer inhoudelijke aanpak zoals die van de Amsterdam Gay Pride gezien.
De eerste editie van de Rotterdam Pride vond eind september 2014 plaats, en duurde vier dagen. De opening was op donderdag in film- en muziektheater LantarenVenster. De volgende dag waren er kroegentochten en stadstours en op zaterdag was de traditionele Keerweer Parade. Op zondag werd het evenement met wat kleinere activiteiten afgesloten. De LHBT-jongerenontmoetingsplaats Hang-Out 010 organiseerde voor deze gelegenheid de eerste Rotterdamse Pride Walk, die tegelijk een protest en een viering was waar ca. 300 jongeren aan deelnamen.
Ter gelegenheid van de tweede editie van de Rotterdam Pride werd in september 2015 een regenboogpad op het Churchillplein aangelegd.
In 2017 ontstonden problemen toen tijdens de Pride Walk op zaterdag 23 september de rechtse homogroepering Dutch Gayservatives in handgemeen verwikkeld raakte met de linkse actiegroep We Reclaim Our Pride. Deze laatste protesteerde tegen de commercialisering van de Pride en het racisme onder homo's. De Dutch Gayservatives weten antihomoseksueel geweld daarentegen aan personen uit niet-westerse culturen. Na afloop ontstond discussie over of de organisator dergelijke groepen wel aan de Pride Walk had moeten laten deelnemen.
Omdat de organisator van de Rotterdam Pride zich ook in 2018 en 2019 niet uitsprak tegen deelname van rechtse organisaties als De Roze Leeuw en Pegida, werd in 2019 onder de naam Resist Their Reignbow een kleine tegendemonstratie op het Schouwburgplein georganiseerd.

## Thema
Aan de jaarlijkse edities van de Rotterdam Pride zijn door de organisator de volgende thema's meegegeven:
| - 2014: ? - 2015: Seksuele en culturele diversiteit - 2016: (Un)labelled - 2017: Mind the Gap - 2018: Port of Love | - 2019: House of Colours - 2020: - - 2021: - - 2022: DARE TO |